# Le belve (film 2012)
Le belve (Savages) è un film del 2012 diretto da Oliver Stone.
Pellicola statunitense con soggetto tratto dall'omonimo romanzo di Don Winslow.

## Trama
Due amici per la pelle, Chon e Ben, sono coltivatori di marijuana a Laguna Beach, in California. Chon ha fatto parte dei corpi speciali della Marina e importava clandestinamente semi dall’Afghanistan. Ben, laureato in Economia e Botanica a Berkeley, coltiva la marijuana. I semi che producono insieme sono di una varietà particolarmente efficace, che in breve tempo conquista molti clienti. In questo modo Chon e Ben diventano ricchi e Ben può così dedicare tempo e denaro ad attività di beneficenza in Africa e in Asia, mentre Chon si occupa di supervisionare l'attività. Entrambi hanno una relazione aperta con Ophelia Sage.
Un giorno, i protagonisti ricevono un video da uno scagnozzo del cartello della droga messicano, Miguel "Lado" Arroyo,  che mostra alcune teste mozzate e una motosega; Lado chiede loro un incontro per proporgli un'offerta di collaborazione. Chon e Ben sarebbero pronti ad uscire dal giro, consegnando ai malviventi tutta la loro attività, ma il cartello vuole sfruttare le loro competenze ed insiste per una collaborazione. Chon e Ben coinvolgono Ophelia in un piano che prevede un soggiorno di un anno in Indonesia, senza rivelarle che fuggono da un cartello; per attuarlo si appoggiano all’agente corrotto della DEA, Dennis Cain, che tuttavia consiglia loro di accettare l'offerta del cartello. Prima che possano partire Ophelia viene rapita dalla banda di Lado; Chon e Ben vengono informati del rapimento attraverso una videochiamata della leader del cartello Elena Sánchez, che minaccia di fare del male ad Ophelia in caso si rifiutassero di entrare in società.
Parlando con Dennis, che però dispone di poche informazioni utili, Chon prende la decisione di richiedere l'intelligence della DEA in modo che possano attaccare direttamente Elena. Con l'aiuto di alcuni Navy SEAL amici di Chon, lui e Ben assalgono un convoglio di denaro del cartello e uccidono sette uomini di Elena.
Nel frattempo Ophelia, tenuta prigioniera in condizioni pessime, esige di parlare con chiunque sia al comando; per punirla del tentativo di scavalcarlo, Lado decide di drogarla e di abusare di lei. Poco dopo Elena, in viaggio negli Stati Uniti per visitare sua figlia e gestire la situazione venutasi a creare, porta con sé Ophelia. Contemporaneamente Chon e Ben incastrano Alex, uno scagnozzo di Elena, facendolo passare per un agente di El Azul, rivale di quest'ultima. Poi, con l'aiuto di Dennis, falsificano le prove e le danno in mano a Lado, che tortura Alex per ottenere una confessione. Dopo la confessione di Alex, Lado lo copre di benzina e costringe Ben ad accendere il fuoco mentre Ophelia è costretta a guardare. Poco dopo Lado tradisce Elena proprio per iniziare a lavorare con El Azul.
Ben e Chon pagano a Dennis $3 milioni di dollari per avere informazioni sulla figlia di Elena, Magdalena e sul suo informatore, talpa nel cartello della stessa Elena. Rapiscono allora Magdalena ed informano del tutto la madre, stabilendo con lei un incontro per scambiare le due rispettive prigioniere, Magdalena ed Ophelia. Decidono di incontrarsi nel deserto per effettuare lo scambio, con i cecchini di entrambe le parti dispiegati e pronti sparare. Elena chiede ai due ragazzi chi avesse rivelato la posizione di sua figlia e Chon le spiega che era stato Lado. Lei, furiosa, cerca allora di uccidere quest'ultimo, ma lui le spara per primo; si apre uno scontro a fuoco fra le due parti, nel quale Chon viene colpito a più riprese. Lado viene ferito alla schiena da Ben, ma riesce a sparargli al collo prima di essere ucciso da Ophelia. Ben è ferito a morte e allora Chon somministra un sovradosaggio fatale a sé stesso, a Ben e ad Ophelia, affinché muoiano insieme.
Ophelia si sveglia di soprassalto: l'intero precedente incontro non era reale, ma un incubo. Quello vero si svolge in modo ben diverso: Lado ruba la macchina di Elena e scappa, mentre Dennis guida gli agenti della DEA sulla scena. Tutti, tranne Lado e Magdalena, vengono arrestati. Poiché Ben custodisce informazioni incriminanti su Dennis, questi identifica lui e Chon come suoi informatori all'interno del cartello, facendoli così rilasciare. Elena viene condannata a trent'anni di prigione ed El Azul e Lado creano insieme un nuovo cartello della droga, chiamato Azulados. Ben, Chon e Ophelia lasciano gli Stati Uniti e si stabiliscono in una capanna sulla spiaggia (probabilmente in Indonesia) vivendo tutti e tre insieme, finalmente liberi.

## Produzione
Le riprese si sono svolte interamente in California, dal 6 luglio al 30 settembre 2011, con scene girate a Pacific Palisades e Laguna Beach.
Inizialmente, per il ruolo di Ophelia era stata scelta Jennifer Lawrence, che però si è dovuta ritirare a causa di impegni con le riprese di Hunger Games Hunger Games.

## Promozione
Il 17 aprile 2012 è stata diffusa online una versione sottotitolata in italiano del trailer originale.

## Distribuzione
Il film è stato distribuito nelle sale cinematografiche statunitensi il 6 luglio 2012. In Italia è stato distribuito da Universal Pictures il 25 ottobre 2012.

## Curiosità
Taylor Kitsch non aveva uno stuntman.
Per motivi legali, tutte le piante di marijuana del film sono artificiali. Gli scenografi della produzione hanno visitato coltivatori legali di marijuana per ottenere i dettagli giusti.